# Take the "A" Train
A Take the "A" Train egy dzsessz-sztenderd, amelyet Billy Strayhorn szerzett. A Duke Ellington Orchestra a dallamot állandó szignálként használta 1941-től. A szám a swing-korszak ikonjává vált.

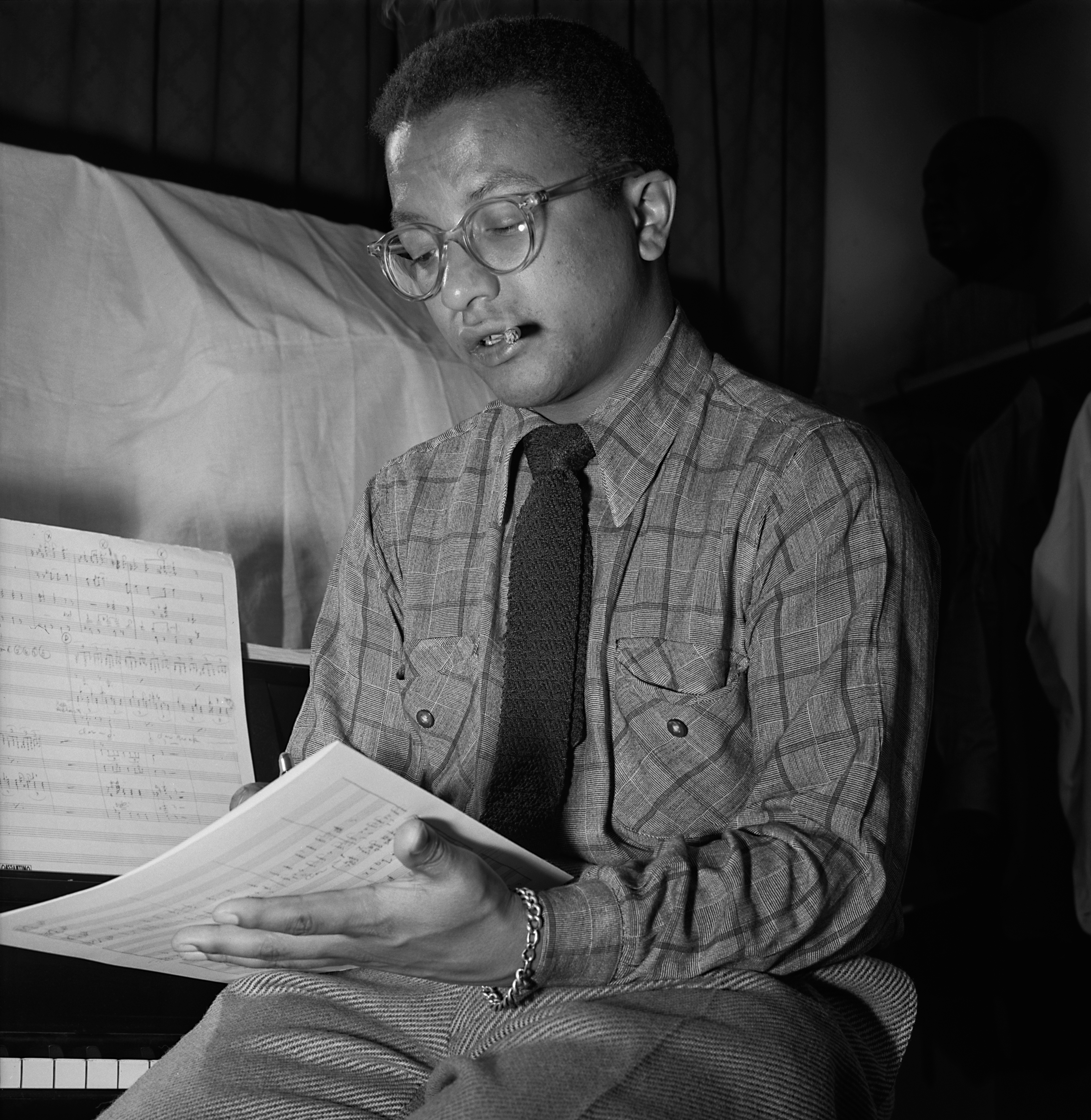
Billy Strayhorn; William P. Gottlieb fotója

## Híres felvételek
- Duke Ellington (1941)
- Bob Wills and His Texas Playboys (1947)
- Clifford Brown & Max Roach (1955)
- Billy Strayhorn
- Charles Mingus
- Sarah Vaughan (1967)
- Sun Ra – (zongora) (1977)
- Bill Holman (1987)
- Joe Henderson (1991)
- Dave Grusin (Homage to Duke) (1993)
- Herman Brood (1999)
- Tina May (Live in Paris) (2000)
- Lost Weekend − Harbor Lights and Cowboy Blues (2001)
- Diana Krall (2009)
- James Moody (2010)
- Nikki Yanofsky (2010)

## Díjak
- 1999-ben a Nemzeti Közszolgálati Rádió (National Public Radio) felvette ezt a dalt az „NPR 100-ba”, amelyben az NPR zenei szerkesztői a 20. század száz legfontosabb amerikai zeneművek listáját állították össze.